# Mistério (álbum de Belo)
Mistério é um álbum de estúdio do cantor e compositor brasileiro Belo, lançado em novembro de 2014 pela Sony Music. O álbum possui 16 faixas, o primeiro single do álbum é a canção "Porta Aberta", lançado em setembro de 2014. Ainda conta com as participações de Ivete Sangalo na canção "Linda Rosa" e da dupla Thaeme & Thiago na faixa "Até o Sol Não Nascer Mais".

## Faixas
| CD  |                                                     |         |  |
| N.º | Título                                              | Duração |  |
| 1.  | "Feliz"                                             | 2:23    |  |
| 2.  | "Tatuagem"                                          | 3:32    |  |
| 3.  | "Voyeur"                                            | 3:47    |  |
| 4.  | "Porta Aberta"                                      | 3:51    |  |
| 5.  | "Linda Rosa" (Part. Ivete Sangalo)                  | 3:20    |  |
| 6.  | "Não Sou Feliz Sem Você"                            | 4:01    |  |
| 7.  | "Lembra"                                            | 3:21    |  |
| 8.  | "Outra Vez"                                         | 4:58    |  |
| 9.  | "Caso Sério"                                        | 3:24    |  |
| 10. | "Vi Amor no Seu Olhar II"                           | 3:32    |  |
| 11. | "Mesmo Sem Entender"                                | 4:59    |  |
| 12. | "Mistério"                                          | 4:08    |  |
| 13. | "Montanha Russa"                                    | 3:17    |  |
| 14. | "Fui Eu"                                            | 3:38    |  |
| 15. | "Danço com o Vento"                                 | 3:39    |  |
| 16. | "Até o Sol Não Nascer Mais" (Part. Thaeme & Thiago) | 4:14    |  |